# 제프리 존스 (배우)
제프리 존스(Jeffrey Jones, 1946년 9월 28일 ~ )는 미국의 배우이다.

## 출연 작품
- 스튜어트 리틀
- 아마데우스